# Јагелонски универзитет
Јагелонски универзитет (пољ. Uniwersytet Jagielloński) је пољски јавни истраживачки универзитет у Кракову. Настао је 1364. године под Казимиром III Великим, под именом „Краковска академија“ (пољ. „Akademia Krakowska“), те представља други најстарији универзитет у средњој Европи, након прашког Карловог универзитета, а представља и један од најстаријих универзитета у цијелој Европи. Сматра се најпрестижнијом пољском академском институцијом. Универзитет се сматра авангардом пољске културе, као и значајним доприносом интелектуалном наслеђу Европе. Данашњи назив „Јагелонски универзитет“, добио је 1817. године у част Јагелонске династије пољских краљева. 2006. године „Тајмс“ је оцијенио овај универзитет као најбољи пољски универзитет.
Кампус Јагелонског универзитета налази се у центру града Кракова. Универзитет се састоји од тринаест главних факултета, поред три факултета који чине Колегијум Медикум. Универзитет запошљава око 4.000 академика и пружа образовање за више од 35.000 студената који студирају у 166 области. Главни језик наставе је пољски, иако се око 30 диплома нуди на енглеском, а неке на немачком. Универзитетска библиотека је међу највећима те врсте и садржи велики број средњовековних рукописа, укључујући знаменити De Revolutionibus бившег студента Николе Коперника.
Поред Коперника, међу истакнутим бившим студентима универзитета су шефови држава, краљ Јован III Собјески, папа Јован Павле II и Анджеј Дуда; пољски премијери Беата Шидло и Јозеф Ћиранкевич; познате личности из културе Јан Кохановски, Станислав Лем и Кшиштоф Пендерецки; и водећи интелектуалаци и истраживачи као што су Хуго Колонтај, Бронислав Малиновски, Карл Менгер, Лео Стернбах и Норман Дејвис. Четири нобеловца су повезана са универзитетом, сви из књижевности: Иво Андрић и Вислава Шимборска, који су студирали на њему, и Чеслав Милош и Олга Токарчук, који су предавали на њему. Факултет и дипломци универзитета бирани су у Пољску академију наука и уметности, Краљевско друштво, Британску академију, Америчку академију наука и уметности и друга почасна друштва.
Јагелонски универзитет је доследно рангиран међу најбољим универзитетима у свету. CWTS лејденско рангирање, које разматра научне резултате више од 1.200 глобалних универзитета, поставило је овај универзитет на 1. место у Пољској, на 74. место у региону и на 250. на глобалном месту.

## Историја
Казимир III Велики је, за вријеме своје владавине, схватио да је народу потребан слој образованих људи, нарочито правника, који би одржавали судове и канцеларије и кодифицирали закон. Његов труд је на крају уродио плодом 1364. године, када је папа Урбан V одобрио отварање Краковске академије.
Развој универзитета је касније био закочен смрћу краља Казимира, да би поново почео са радом 1400. године, под управом краља Владислава II Јагела и његове супруге Јадвиге. Краљица је поклонила сав свој накит за развој академије, која је тако могла да прими 203 студента. Факултети за астрономију, право и теологију су привукли бројне познате учењаке, попут Станислава од Скалбмирца, Павела Влодковица, Јана од Глогова и Алберта Бруджевског, који је од 1491. до 1495. године био један од учитеља Николе Коперника.
Краковски универзитет је током свом постојања примио на хиљаде студената из Пољске, Литваније, Русије, Мађарске, Бохемије, Њемачке и Шпаније. Током друге средине 15. вијека, преко 40% студената универзитета није било из Пољске. Током неколико вијекова, скоро цјелокупна пољска интелектуална елита је знање стекла на овом универзитету.
Први ректор универзитета универзитета је био Пјотр Виш, а први професори су били Чеси, Нијемци и Пољаци, од којих су многи дошли са универзитета „Чарлс“ из Прага. Од свих студената, отприлике трећина су били Пољаци.
До 1520. године, Констанцо Кларети и Венцел фон Хиршберг су већ били увели изучавање грчког језика, а уведено је било и изучавање хебрејског језика.
Златна ера Краковске академије је била у периоду пољске ренесансе, између 1500. и 1535. године, када је у првих 10 година тог периода универзитет похађало 3215 студената. Како је послије глас универзитета опадао, тај највећи број није премашен све до касног 18. вијека.
Године 1846, након Краковског устанка, читав Краков, укључујући и универзитет, је потпао под власт Аустријског царства. Универзитет је замало био затворен, али га је тадашњи цар Аустрије Фердинанд I спасио специјалним декретом о одржавању универзитета. 1887. године су додате и нове зграде, попут Колегијума новума. Данас су управо у Колегијуму новуму смјештене канцеларије ректора и декана универзитета.
У периоду од 2000. године до данас, у току је градња новог, такозваног „трећег“ комплекса зграда, чији је завршетак заказан за 2009. годину.

## Познате личности у вези са универзитетом
- Свети Јован Канције (1390—1473), учењак и богослов
- Јан Длугош (1415—1480), историчар
- Лаурентије Корвин (1465—1527), хуманиста, предавач на универзитету
- Никола Коперник (1473—1543), ширио хелиоцентричку теорију
- Јан Кохановски (1530—1584), пјесник, један од зачетника пољског књижевног језика
- Иво Андрић, књижевник, добитник Нобелове награде за књижевност
- Јозеф Циранкевич (1911—1989), комуниста, премијер Пољске од 1947. до 1970.
- Папа Јован Павле
- Збигњев Чајковски, „отац пољске школе мачевања“
- Станислав Лем (1921—2006), писац
- Вислава Шимборска (1923-), пјесникиња, добитница Нобелове награде за књижевност
- Норман Дејвис (1939-), британски историчар
- Кшиштоф Зануси (1939-), режисер

## Факултети
- Право и администрација[11] with the best bar passage rates[12][13][14]
- Медицина
- Фармација и медицинска анализа
- Здравство
- Филозофија
- Историја
- Филологија
- Пољски језик и књижевност
- Физика, астрономија и примијењено рачунарство
- Математика и рачунарство
- Хемија
- Биологија и науке о земљи
- Управљање предузећем и друштвена комуникација
- Међународна политика
- Биохемија, биофизика и биотехнологија
- Универзитетски центар за ветеринарску медицину (заједнички факултет са Пољопривредниm универзитетom у Кракову)
- Национални центар синхротронског зрачења SOLARIS (установа ван департмана)

Колегијум Медику Јагелонског универзитета је повезан са следећим болницама и клиникама:
- Универзитетска болница у Краков-Прокосиму[16]
- Дечја универзитетска болница у Кракову[17]
- Универзитетска болница за ортопедију и рехабилитацију у Закопанама[18][19]
- Стоматолошка универзитетска клиника у Кракову[20]
- Специјалистичка болница Јована Павла II у Кракову[21]

Ново седиште Универзитетске болнице је недавно отворено у Прокосиму 2019. године, као резултат инвестиционих пројеката вредних више од 1,2 милијарде злота. Од 2022. године Универзитетска болница у Кракову је највећа супра-регионална јавна болница у Пољској и састоји се од: 37 клиничких одељења, 12 дијагностичких и истраживачких института и 71 амбулантне јединице.

## Упис
Године 2008, универзитет је имао 52.445 студента (укључујући 1.612 инострана студента) и било је 3.657 академског особља. Око 1.130 студента који нису присуствовали настави ради стицања дипломе је било уписано 2007. године. Програми студија су постојали у 48 дисциплина и 93 специјалности. Универзитет је имао програм размене са Католичким универзитетом Америке и његовом Колумбијском школом права.